# Claudio Velardi
Claudio Velardi (Napoli, 25 ottobre 1954) è un giornalista, saggista e blogger italiano. Nel 2002 ha fondato il quotidiano Il Riformista, dal 2024 ne è il direttore responsabile.
Esponente prima del Partito Comunista Italiano (PCI), è stato poi nel Partito Democratico della Sinistra (PDS), e quindi dei Democratici di Sinistra (DS). Dal 1998 alla primavera del 2000 fu a capo dello staff dell'allora presidente del Consiglio dei ministri Massimo D'Alema.

## Biografia
Già dirigente politico del Partito Comunista Italiano, dal 1986 al 1990 è segretario regionale del PCI in Basilicata. Giornalista professionista dal 1993, nell'XI Legislatura è il capo ufficio stampa del gruppo parlamentare del Partito Democratico della Sinistra alla Camera (fino al 1994).
Con l'elezione di Massimo D'Alema alla carica di segretario del PDS nel 1994, Velardi è chiamato dal nuovo segretario a guidare il suo ufficio.
Antonio Bassolino, nell'ottobre del 1995, lo chiama a ricoprire la carica di assessore alla cultura. Nell'ottobre 1998, a seguito della mancata soluzione della crisi del primo governo Prodi e della nascita del primo governo D'Alema, viene chiamato a palazzo Chigi  in qualità di consigliere politico del premier, incarico che terrà fino al 2000. A seguito della caduta del secondo governo D'Alema, avvenuta nel maggio 2000, Velardi abbandona l'attività politica e crea una società di lobbying, Reti, e l'anno dopo dà vita a Running, società di marketing politico. Nel 2002 insieme ad Antonio Polito fonda il quotidiano il Riformista, di cui è editore.
Per un breve periodo, dal febbraio 2008 al giugno 2009, è assessore al Turismo e ai Beni culturali della Regione Campania durante il secondo mandato di Antonio Bassolino. Nel 2009 fonda con Fabrizio Rondolino il sito di analisi politica TheFrontPage. Dall'aprile 2017 è presidente della Fondazione Ottimisti&Razionali. Dal 18 aprile 2024 è direttore de il Riformista. Insegna a contratto lobbying e comunicazione presso la Luiss. 

## Opere
- Claudio Velardi e Massimo Cacciari (a cura di), La città porosa. Conversazioni su Napoli, Napoli, Cronopio, 1992, ISBN 88-85414-04-4.
- Claudio Velardi e Francesca Archibugi (a cura di), Communis patria. Conversazioni su Roma, Napoli, Cronopio, 1993, ISBN 88-85414-08-7.
- Massimo D'Alema, Claudio Velardi e Gianni Cuperlo, Un paese normale. La sinistra e il futuro dell'Italia, Milano, Mondadori, 1995, ISBN 88-04-40847-2.
- Massimo D'Alema, Gianni Cuperlo e Claudio Velardi, Progettare il futuro, Milano, Passaggi Bompiani, 1996, ISBN 88-452-2883-5.
- Claudio Velardi, L'anno che doveva cambiare l'Italia. Le elezioni 2006 raccontate da un esperto della comunicazione politica, Milano, Mondadori, 2006, ISBN 88-04-55863-6.
- Claudio Velardi, Come si cambia. Cronache dell'anno zero, Napoli, Colonnese, 2020, ISBN 978-88-99716-64-6
- Claudio Velardi, Impressioni di settembre. Quasi un diario elettorale, Napoli, Colonnese, 2022, ISBN 978-88-99716-96-7